# Weezer (Teal Album)
Weezer, también conocido como Teal Album, es el duodécimo álbum de estudio de la banda estadounidense Weezer y el quinto álbum homónimo, después de The Blue Album (1994), The Green Album (2001), The Red Album (2008) y The White Album (2016). Fue lanzado digitalmente el 24 de enero de 2019, a través de Crush Music y Atlantic Records, con un lanzamiento minorista el 8 de marzo. El álbum está compuesto por canciones de versiones, lo que lo convierte en el primer álbum de versiones de la banda. Fue anunciado y lanzado el mismo día como un precursor sorpresa del decimotercer álbum de estudio de Weezer, que fue lanzado el 1 de marzo de 2019. El álbum recibió críticas mixtas, y algunos elogiaron la frivolidad consciente del proyecto, mientras que otros criticaron los arreglos musicales.

## Antecedentes
Tras el lanzamiento del undécimo álbum de Weezer Pacific Daydream, se lanzó una campaña de aficionados en internet para que Weezer hiciera una versión de "Africa" por Toto. Después de lanzar inicialmente una versión de "Rosanna", una canción diferente de Toto, como broma, Weezer lanzó su versión de "Africa" en mayo de 2018. La portada alcanzó el Billboard Hot 100 y alcanzó su punto máximo en la número uno en la lista de Billboard de canciones alternativas.
Teal fue lanzado inesperadamente el 24 de enero de 2019, sin promoción ni publicidad previa. Varias versiones del álbum han sido interpretadas en vivo por la banda y el líder Rivers Cuomo en presentaciones individuales.
Desde entonces, Cuomo ha descrito su uso de los datos de Spotify en la mayoría de las canciones reproducidas para establecer la lista de canciones del álbum.
El álbum se lanzó digitalmente el 24 de enero de 2019, con la versión física planeada para el 8 de marzo de 2019. Para promocionar el álbum, Weezer lanzó una billetera de velcro verde azulado disponible para comprar en su sitio web, con las primeras cien copias vendidas, incluida una billete de un dólar firmado por los miembros de la banda. La billetera con velcro se agotó rápidamente, por lo que Weezer lanzó un segundo paquete promocional el 24 de enero con un cubo de Rubik. La versión de la banda de "No Scrubs" recibió una gran atención en las redes sociales, con la canción como tendencia en Twitter y provocando reacciones tanto sinceras como irónicas de los fanáticos que encontraron sorprendente la elección de la canción, mientras que miembro de TLC Rozonda "Chilli" Thomas, que cantó la voz principal en la versión original, elogió abiertamente la interpretación de Weezer, declarándola "¡¡IMPRESIONANTE!!!" en su cuenta de Twitter y agregó: "¡Sería aún mejor si la cantáramos con todos ustedes! Veo que se acerca un concierto de TLC/Weezer". Weezer respondió a Chilli a través de su propia cuenta de Twitter publicando la respuesta, "Espero que quieras nuestro número", refiriéndose a una línea clave en el coro de la canción.
En su presentación del Coachella de 2019, Weezer presentó a Chilli de TLC, así como a la banda inglesa Tears for Fears para versiones en vivo de "No Scrubs" y "Everybody Wants to Rule the World", respectivamente.
Aunque no aparece en la banda sonora oficial, su versión de "A-ha "Take On Me" aparece en la película animada de 2020 The SpongeBob Movie: Sponge on the Run.

## Lista de canciones
| N.º | Título                              | Artistas originales      | Duración |  |
| 1.  | «África»                            | Toto                     | 3:58     |  |
| 2.  | «Everybody Wants to Rule the World» | Tears for Fears          | 4:04     |  |
| 3.  | «Sweet Dreams (Are Made of This)»   | Eurythmics               | 3:34     |  |
| 4.  | «Take On Me»                        | A-ha                     | 3:43     |  |
| 5.  | «Happy Together »                   | The Turtles              | 2:25     |  |
| 6.  | «Paranoid»                          | Black Sabbath            | 2:44     |  |
| 7.  | «Mr. Blue Sky»                      | Electric Light Orchestra | 4:46     |  |
| 8.  | «No Scrubs»                         | TLC                      | 3:10     |  |
| 9.  | «Billie Jean»                       | Michael Jackson          | 4:54     |  |
| 10. | «Stand by Me»                       | Ben E. King              | 3:00     |  |

## Posicionamiento en listas
| Lista (2019)                       | Posición |
| ---------------------------------- | -------- |
| Australian Albums (ARIA)           | 49       |
| Bélgica (Ultratop flamenca)        | 81       |
| Canadá (Billboard Canadian Albums) | 48       |
| Irlanda (IRMA)                     | 66       |
| New Zealand Albums (RMNZ)          | 29       |
| Escocia (Scottish Albums Chart)    | 35       |
| Reino Unido (UK Albums Chart)      | 60       |
| US Billboard 200                   | 5        |
| Estados Unidos (Top Rock Albums)   | 1        |

## Personal
- Rivers Cuomo - voz, excepto "Paranoid", coros en "Paranoid", guitarra, piano, teclados
- Brian Bell - guitarra rítmica, coros, excepto "Paranoid", voz principal en "Paranoid", teclados
- Scott Shriner - bajo, coros, piano en "Thank God for Girls" y "(Girl We Got a) Good Thing"
- Patrick Wilson - batería, percusión, coros